# Hardeman megye (Tennessee)
Hardeman megye az Amerikai Egyesült Államokban, azon belül Tennessee államban található. Megyeszékhelye és legnagyobb városa Bolivar. Lakosainak száma 25 462 fő (2020. április 1.). Hardeman megye Madison, Benton, Tippah, McNairy, Alcorn, Chester, Haywood és Fayette megyékkel határos.

## Népesség
A megye népességének változása:
| Lakosok száma | 27 167 | 26 849 | 26 549 | 26 306 | 25 707 | 25 462 |
|               | 2010   | 2011   | 2012   | 2013   | 2015   | 2020   |